# Henri Larrivée
Henri Larrivée (Lió, 9 de gener de 1737 — Vincennes, 7 d'agost de 1802) fou un cantant dramàtic de la corda de baríton nascut a França.
En la seva joventut fou oficial de perruqueria, i comptant encara pocs anys es traslladà a París, on la casualitat li feu conèixer al director del teatre de l'Òpera, Rebel, el qual enamorat de la seva bella veu de baix, li va fer aprendre música i de moment l'introduí en el cos de cors del seu teatre. Als dos anys li oferí una contracta com a segon baix.
Debutà el 15 de març de 1755 amb l'òpera Castor et Pollux, i tardà molt poc temps a donar-se a conèixer. La puresa del seu òrgan vocal, vibrant i sonor i la manera tant artística i sentit amb què deia els recitats, el portaren ràpidament al lloc de primer baix, en el que assolí brillants èxits.
Fou el primer cantant que aconseguí donar el moviment i energia deguts als recitats, pel qual se li degueren nombroses i felices creacions, especialment en Hercule mourant, Silvie, Ermelinde, Omphale, Adèle de Pauthien, Sabinus, L'union de l'amour et des arts, i altres obres. Principalment després d'establir-se a París el famós compositor Gluck, els seus triomfs foren colossals, mercès als consells del gran mestre.
Assolí triomfs immensos amb el rol d'Agamenó, de la Iphigénia en Aulide; en l'Hercules, en l'Alcestes, en l'Ubaldo de l'Armida, brillant també de manera notable en les obres de Piccini, Sacchini i Salieri, com en les titulades: Atys, Didon, Les donaïdes, Dardanus, Pénélope, el mateix que en La Caravenne du Caire, de Grétry, Thesée de Gossec, i Persée de Philidor.
Després de trenta anys de teatre es retirà de l'escena i recorregué les províncies i diversos teatres de l'estranger, donant concerts, amb la cooperació de la seva esposa Marie-Jeanne i les seves dues filles, de les quals una tocava l'arpa i la segona el violí. Uns anys després s'establí a Vincennes, població en la qual aconseguí el càrrec de conserge del castell.